# Bidoma
Bidoma is een geslacht van hooiwagens uit de familie Biantidae.
De wetenschappelijke naam Bidoma is voor het eerst geldig gepubliceerd door Silhavý in 1973. 

## Soorten
Bidoma is monotypisch en omvat slechts de volgende soort:
- Bidoma indivisum (niet Bidoma indivisa)